# Decticelle chagrinée
Platycleis albopunctata
Espèce
La decticelle chagrinée, Platycleis albopunctata, est une espèce de sauterelles de la famille des Tettigoniidae.

## Dénomination

### Synonymes
- Platycleis denticulata Panzer, 1796
- Platycleis occidentalis Zeuner, 1941.

### Noms vernaculaires
Decticelle chagrinée, Decticelle grisâtre.

## Distribution
Cette espèce se rencontre en Europe (presque partout en France, localisée en Belgique) et en Afrique du Nord ; plusieurs sous-espèces ont été décrites notamment Platycleis albopunctata monticola Chopard, 1924 en Corse.

## Description

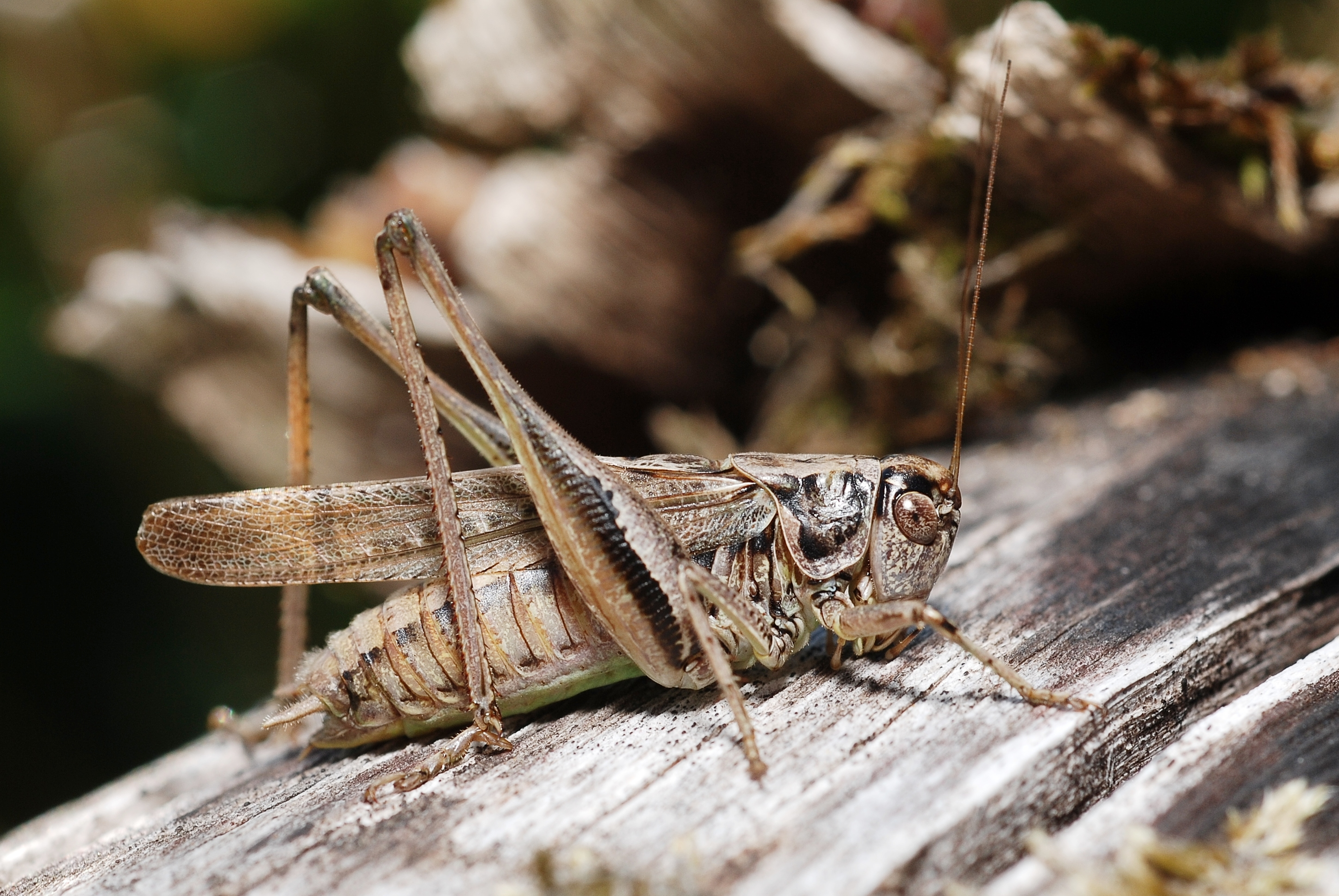
Platycleis albopunctata - mâle.

Corps gris-brunâtre mais parfois verdâtre sur le dessus. Les élytres sont ponctués de brun foncé et de blanc. Le mâle mesure de 18 à 22 mm. L'oviscapte recourbé de la femelle, de couleur brun foncé, atteint 8 à 11 mm.

## Habitat
L'espèce affectionne les endroits buissonnants et secs, à végétation clairsemée, notamment les pentes rocailleuses exposées au soleil ; les adultes sont visibles de juin à octobre.

## Comportement et stridulation
La decticelle chagrinée est active l'après-midi et le soir. Farouche, elle s'enfuit d'un vol rapide surtout quand la température est élevée.
Son chant est constitué d'une longue série de cliquetis sourds très brefs généralement au nombre de quatre. Les pauses entre ces séries de notes sont très brèves.